# 아이오이정
아이오이정(相生町)은 도쿠시마현 남서부에 있던 정이며. 나카군에 속했다. 

## 역사
- 1956년 9월 30일 - 나카군 아이오이촌, 히노타니촌, 노부노촌이 합병해 아이오이정이 승격과 함께 성립하였다.
- 2005년 3월 1일- 나카군 가미나카정, 와자키정, 기사와촌, 기토촌과 합병해 아이오이정이 소멸하였고, 나카정이 신설되었다.

## 교통

### 도로
- 국도 195호선